# Mittleres Augentier
Das Mittlere Augentier (Euglena intermedia) ist eine Art der Protisten aus der Gattung der Augentierchen (Euglena). Es kommt in Wasserlachen, Wegfurchen, Rinnsteinen und Mistpfützen vor.

## Merkmale
Euglena intermedia ist 120 bis 135 Mikrometer lang. Die Zellen sind zylindrisch, langgestreckt und besitzen eine kurze Endspitze. Sie sind sehr metabol. Es sind scheibchenförmige Chloroplasten vorhanden. Die Geißel ist kurz.

## Belege